# Spálený potok
Spálený potok är ett vattendrag i Tjeckien. Det ligger i den sydöstra delen av landet, 220 km sydost om huvudstaden Prag.